# وجدان (ممثلة)
وجدان (31 أغسطس 1986 -)، ممثلة بحرينية. بدأت بمشاركة كممثلة من خلال مسلسل هدوء وعواصف عام 2004 بتشجيع من الفنانة زينب العسكري الذي كانت ترشحها للأعمال التي تقوم ببطولتها. حتى انها اعتزلت العمل الفني بنهاية عام 2008 وذلك بعد اعتزال زينب العسكري بررت ذلك بعدم شعورها بالراحة خلال المجال الفني دونها.

## أعمالها

### من المسلسلات
- 2004: هدوء وعواصف.
- 2005: عذاري.
- 2006: بلا رحمة.
- 2007: لحظة ضعف.
- 2008: لعنة إمرأة.

## روابط خارجية
- وجدان على موقع قاعدة بيانات الأفلام العربية